# Boy with Luv
"Boy with Luv" (Hangul: 작은 것들을 위한 시; RR: Jageun geotdeureul wihan si, lit. "A Poem for Small Things") là một bài hát của nhóm nhạc nam Hàn Quốc BTS hợp tác với nữ ca sĩ người Mỹ Halsey trong mini album thứ sáu của nhóm, Map of the Soul: Persona (2019). Nó được phát hành vào ngày 12 tháng 4 năm 2019 bởi Big Hit Entertainment. Video âm nhạc của bài hát là video âm nhạc được xem nhiều nhất trong 24 giờ tại thời điểm đó, thu về hơn 74,6 triệu lượt xem trong 24 giờ. Vào ngày 24 tháng 6 năm 2019, Billboard thông báo rằng bài hát đã được trao chứng nhận Bạch kim bởi Hiệp hội Công nghiệp ghi âm Hoa Kỳ (RIAA). "Boy with Luv" đã giữ kỷ lục cho bài hát có nhiều chiến thắng trên các chương trình âm nhạc nhất sau thập niên 2000 tại Hàn Quốc với 21 chiến thắng, cho đến khi kỷ lục bị phá vỡ bởi "Dynamite".
Vào ngày 3 tháng 7 năm 2019, phiên bản tiếng Nhật của bài hát được phát hành dưới dạng đĩa đơn A-side kép cùng với bài hát tiếng Nhật có tên "Lights" thông qua Universal Music Japan.

## Sáng tác
"Boy with Luv" với sự tham gia của nữ ca sĩ người Mỹ Halsey đã được mô tả là một bài hát "funk pop" về hạnh phúc và tình yêu. Đây là một bài hát song song với bài hát trước đó của họ "Boy in Luv", phát hành vào năm 2014. Theo Tamar Herman của Billboard, bài hát mô tả sức mạnh và tình yêu thực sự đến từ việc tìm thấy niềm vui trong những điều nhỏ bé trong cuộc sống. Elias Leight từ Rolling Stone xếp bài hát như "đĩa đơn nu-disco". NME mô tả nó là "bubblegum pop". Yim Hyun-su từ The Korea Herald đã mô tả đĩa đơn chính là "một bài hát electro-pop với những đoạn điệp khúc bắt tai". Theo Refinery29, nó là một bài hát nhẹ nhàng, có giai điệu vui nhộn có các nhạc cụ trực tiếp.

## Video âm nhạc
Video cho bài hát được phát hành vào ngày 12 tháng 4 năm 2019 và được đạo diễn bởi Yong-Seok Choi từ Lumpens. Nó đồng thời đạt kỷ lục video được thích nhanh nhất và video được xem nhanh nhất trên YouTube, đạt 3 triệu lượt thích trong 2 giờ và 74,6 triệu lượt xem trong vòng 24 giờ sau khi phát hành, khiến nó trở thành video YouTube được xem nhiều nhất trong 24 giờ đầu tiên tại thời điểm đó, trung bình khoảng 860 lượt xem mỗi giây. Hơn nữa, nó cũng là video nhanh nhất đạt 100 triệu lượt xem trên YouTube, đạt được cột mốc này trong khoảng 1 ngày và 10 giờ. Vào ngày 26 tháng 4 năm 2019, Big Hit đã phát hành phiên bản thứ hai của video âm nhạc, mang tên "ARMY With Luv", dành riêng cho người hâm mộ của nhóm, ARMY. Video có cảnh quay của nhóm không có trong phiên bản gốc và nhiều khoảnh khắc với Halsey; dấu hiệu "LOVE" lớn xuất hiện trên đỉnh một tòa nhà trong khi nhóm đang thể hiện vĩ đạo đã được thay thế bằng một dấu hiệu đánh vần "ARMY". Video âm nhạc đã vượt mốc 1 tỷ lượt xem vào tháng 10 năm 2020, 18 tháng sau khi phát hành và là video thứ hai của nhóm đạt được mốc này.

## Nhân sự
Các khoản ghi chú được trích từ ghi chú của Map of the Soul: Persona.
| - BTS – giọng hát chính - Halsey – giọng hát phụ, sáng tác - Pdogg – sản xuất, sáng tác, đàn phím, đàn synthesizer, sắp xếp giọng hát, sắp xếp rap, kỹ sư thu âm, chỉnh sửa kỹ thuật số - RM – sáng tác, sắp xếp rap, kỹ sư thu âm - Melanie Fontana – sáng tác, điệp khúc - Michel "Lindgren" Schulz – sáng tác, kỹ sư thu âm - "Hitman" Bang – sáng tác - Suga – sáng tác | - Emily Weisband – sáng tác - J-Hope – sáng tác - Lee Tae-wook – đàn guitar - Jungkook – điệp khúc - Park Jin-se − kỹ sư thu âm - Alex Williams − kỹ sư thu âm - Adora – chỉnh sửa kỹ thuật số |

## Giải thưởng
| Phê bình/Xuất bản        | Danh sách                                                              | Vị trí | Nguồn  |
| ------------------------ | ---------------------------------------------------------------------- | ------ | ------ |
| Apple Music              | Bài hát hàng đầu của năm 2020: Hàn Quốc                                | 15     | [ 21 ] |
| Billboard                | 100 bài hát xuất sắc nhất năm 2019: Danh sách nhân viên                | 37     | [ 22 ] |
| Billboard                | 25 bài hát K-pop xuất sắc nhất năm 2019: Lựa chọn của các nhà phê bình | 15     | [ 23 ] |
| Bugs                     | 100 bài hát hàng đầu cuối năm 2019                                     | 2      | [ 24 ] |
| BuzzFeed                 | Video nhạc K-pop xuất sắc nhất năm 2019                                | 8      | [ 25 ] |
| Dazed                    | 20 bài hát K-pop xuất sắc nhất năm 2019                                | 7      | [ 26 ] |
| Gallup Korea             | Những bài hát xuất sắc nhất năm 2019                                   | 1      | [ 27 ] |
| Genie Music              | 10 bài hát xuất sắc nhất năm 2019                                      | 5      | [ 28 ] |
| Hypebae                  | Các bài hát và video nhạc K-pop xuất sắc nhất năm 2019                 | —      | [ 29 ] |
| Idolator                 | 75 bài hát nhạc Pop xuất sắc nhất năm 2019                             | 42     | [ 30 ] |
| Insider                  | 57 video âm nhạc xuất sắc nhất năm 2019                                | 22     | [ 31 ] |
| IZM                      | 10 bài hát hàng đầu của năm 2019                                       | —      | [ 32 ] |
| NME                      | 50 bài hát xuất sắc nhất năm 2019                                      | 49     | [ 33 ] |
| South China Morning Post | 10 bài hát K-pop xuất sắc nhất năm 2019                                | 1      | [ 34 ] |
| YouTube                  | 10 video âm nhạc hàng đầu được xem nhiều nhất năm 2019 tại Hàn Quốc    | 1      | [ 35 ] |
| CelebMix                 | 10 bài hát K-pop xuất sắc nhất năm 2019                                | 2      | [ 36 ] |
| amazer                   | Các bài hát K-pop được cover nhiều nhất năm 2019                       | 2      | [ 37 ] |

| Xuất bản | Danh sách                              | Vị trí | Nguồn  |
| -------- | -------------------------------------- | ------ | ------ |
| MTV      | Video xuất sắc nhất của thập niên 2010 | 1      | [ 38 ] |

| Năm  | Giải thưởng              | Hạng mục                                | Kết quả   | Nguồn  |
| ---- | ------------------------ | --------------------------------------- | --------- | ------ |
| 2019 | BreakTudo Awards         | Video bùng nổ của năm                   | Đề cử     | [ 39 ] |
| 2019 | Melon Music Awards       | Bài hát của năm                         | Đoạt giải | [ 40 ] |
| 2019 | Melon Music Awards       | Vũ đạo xuất sắc nhất – Nam              | Đoạt giải | [ 40 ] |
| 2019 | Meus Prêmios Nick        | Bản hit quốc tế được yêu thích nhất     | Đoạt giải | [ 41 ] |
| 2019 | Mnet Asian Music Awards  | Bài hát của năm                         | Đoạt giải | [ 42 ] |
| 2019 | Mnet Asian Music Awards  | Video âm nhạc xuất sắc nhất             | Đoạt giải | [ 42 ] |
| 2019 | Mnet Asian Music Awards  | Nhóm nam biểu diễn vũ đạo xuất sắc nhất | Đoạt giải | [ 42 ] |
| 2019 | Mnet Asian Music Awards  | Đạo diễn video xuất sắc nhất            | Đoạt giải | [ 42 ] |
| 2019 | MTV Europe Music Awards  | Hợp tác xuất sắc nhất                   | Đề cử     | [ 43 ] |
| 2019 | MTV Video Music Awards   | K-pop xuất sắc nhất                     | Đoạt giải | [ 44 ] |
| 2019 | MTV Video Music Awards   | Chỉ đạo nghệ thuật xuất sắc nhất        | Đề cử     | [ 44 ] |
| 2019 | MTV Video Music Awards   | Vũ đạo xuất sắc nhất                    | Đề cử     | [ 44 ] |
| 2019 | MTV Video Music Awards   | Hợp tác xuất sắc nhất                   | Đề cử     | [ 44 ] |
| 2019 | People's Choice Awards   | Video âm nhạc của năm 2019              | Đề cử     | [ 45 ] |
| 2019 | Teen Choice Awards       | Hợp tác lựa chọn                        | Đoạt giải | [ 46 ] |
| 2019 | Telehit Awards           | Video xuất sắc nhất của mọi người       | Đề cử     | [ 47 ] |
| 2020 | Gaon Chart Music Awards  | Bài hát của năm – Tháng 4               | Đề cử     | [ 48 ] |
| 2020 | Golden Disc Awards       | Bonsang kỹ thuật số                     | Đoạt giải | [ 49 ] |
| 2020 | Golden Disc Awards       | Daesang kỹ thuật số                     | Đoạt giải | [ 49 ] |
| 2020 | iHeartRadio Music Awards | Video âm nhạc xuất sắc nhất             | Đoạt giải | [ 50 ] |
| 2020 | Korean Music Awards      | Bài hát nhạc Pop xuất sắc nhất          | Đề cử     | [ 51 ] |
| 2020 | Korean Music Awards      | Bài hát của năm                         | Đề cử     | [ 51 ] |
| 2020 | NME Awards               | Hợp tác xuất sắc nhất                   | Đề cử     | [ 52 ] |

| Giải thưởng             | Ngày phát sóng   | Nguồn  |
| ----------------------- | ---------------- | ------ |
| Weekly Popularity Award | 22 tháng 4, 2019 | [ 53 ] |
| Weekly Popularity Award | 29 tháng 4, 2019 | [ 53 ] |
| Weekly Popularity Award | 6 tháng 5, 2019  | [ 53 ] |
| Weekly Popularity Award | 13 tháng 5, 2019 | [ 53 ] |
| Weekly Popularity Award | 20 tháng 5, 2019 | [ 53 ] |

| Tên chương trình | Kênh      | Ngày phát sóng   | Nguồn  |
| ---------------- | --------- | ---------------- | ------ |
| Music Bank       | KBS       | 19 tháng 4, 2019 | [ 54 ] |
| Music Bank       | KBS       | 26 tháng 4, 2019 | [ 55 ] |
| Music Bank       | KBS       | 3 tháng 5, 2019  | [ 56 ] |
| Music Bank       | KBS       | 17 tháng 5, 2019 | [ 57 ] |
| Music Bank       | KBS       | 24 tháng 5, 2019 | [ 58 ] |
| Music Bank       | KBS       | 14 tháng 6, 2019 | [ 59 ] |
| Music Bank       | KBS       | 21 tháng 6, 2019 | [ 60 ] |
| Show! Music Core | MBC       | 20 tháng 4, 2019 | [ 61 ] |
| Show! Music Core | MBC       | 27 tháng 4, 2019 | [ 62 ] |
| Show! Music Core | MBC       | 11 tháng 5, 2019 | [ 63 ] |
| Show! Music Core | MBC       | 18 tháng 5, 2019 | [ 64 ] |
| Show! Music Core | MBC       | 25 tháng 5, 2019 | [ 65 ] |
| Show! Music Core | MBC       | 1 tháng 6, 2019  | [ 66 ] |
| Show! Music Core | MBC       | 8 tháng 6, 2019  | [ 67 ] |
| Show! Music Core | MBC       | 15 tháng 6, 2019 | [ 68 ] |
| Show! Music Core | MBC       | 22 tháng 6, 2019 | [ 69 ] |
| Show Champion    | MBC Music | 24 tháng 4, 2019 | [ 70 ] |
| M Countdown      | Mnet      | 25 tháng 4, 2019 | [ 71 ] |
| Inkigayo         | SBS       | 28 tháng 4, 2019 | [ 72 ] |
| Inkigayo         | SBS       | 12 tháng 5, 2019 | [ 73 ] |
| Inkigayo         | SBS       | 19 tháng 5, 2019 | [ 74 ] |

## Bảng xếp hạng
| Bảng xếp hạng (2019)                      | Vị trí cao nhất |
| ----------------------------------------- | --------------- |
| Billboard Global 200                      | 151             |
| Argentina (Argentina Hot 100)             | 21              |
| Úc (ARIA)                                 | 10              |
| Áo (Ö3 Austria Top 40)                    | 27              |
| Bỉ (Ultratip Flanders)                    | 4               |
| Bỉ (Ultratip Wallonia)                    | 17              |
| Brazil (Top 100 Brasil)                   | 80              |
| Canada (Canadian Hot 100)                 | 7               |
| Canada CHR/Top 40 (Billboard)             | 32              |
| CIS (Tophit)                              | 8               |
| Cộng hòa Séc (Singles Digitál Top 100)    | 11              |
| El Salvador (Monitor Latino)              | 13              |
| Estonia (Eesti Tipp-40)                   | 4               |
| Châu Âu Digital Song Sales (Billboard)    | 12              |
| Phần Lan (Suomen virallinen lista)        | 20              |
| Pháp (SNEP)                               | 114             |
| Đức (GfK)                                 | 47              |
| Greece (IFPI)                             | 5               |
| Hungary (Single Top 40)                   | 1               |
| Hungary (Stream Top 40)                   | 6               |
| Ireland (IRMA)                            | 14              |
| Israel (Media Forest TV Airplay)          | 2               |
| Ý (FIMI)                                  | 60              |
| Japan (Japan Hot 100)                     | 7               |
| Japan Combined Weekly Singles (Oricon)    | 12              |
| Latvia (LAIPA)                            | 5               |
| Lithuania (AGATA)                         | 2               |
| Malaysia (RIM)                            | 1               |
| Mexico (Monitor Latino)                   | 2               |
| Mexico Airplay (Billboard)                | 1               |
| Hà Lan (Single Top 100)                   | 58              |
| New Zealand (Recorded Music NZ)           | 12              |
| Na Uy (VG-lista)                          | 24              |
| Panama (Monitor Latino)                   | 18              |
| Ba Lan (Polish Airplay Top 100)           | 57              |
| Bồ Đào Nha (AFP)                          | 14              |
| Romania (Airplay 100)                     | 100             |
| Scotland (OCC)                            | 14              |
| Singapore (RIAS)                          | 4               |
| Slovakia (Singles Digitál Top 100)        | 4               |
| South Korea (Hot 100)                     | 1               |
| South Korea (Gaon)                        | 1               |
| Tây Ban Nha (PROMUSICAE)                  | 65              |
| Thụy Điển (Sverigetopplistan)             | 29              |
| Thụy Sĩ (Schweizer Hitparade)             | 27              |
| Anh Quốc (OCC)                            | 13              |
| Hoa Kỳ Billboard Hot 100                  | 8               |
| Hoa Kỳ Pop Airplay (Billboard)            | 22              |
| Hoa Kỳ Dance/Mix Show Airplay (Billboard) | 30              |
| Venezuela Anglo (Record Report)           | 64              |

| Bảng xếp hạng (2019)        | Vị trí |
| --------------------------- | ------ |
| Argentina (Monitor Latino)  | 41     |
| Costa Rica (Monitor Latino) | 82     |
| Guatemala (Monitor Latino)  | 58     |
| Hungary (Single Top 40)     | 88     |
| Hungary (Stream Top 40)     | 93     |
| Japan (Japan Hot 100)       | 46     |
| Malaysia (RIM)              | 4      |
| Panama (Monitor Latino)     | 63     |
| Peru (Monitor Latino)       | 98     |
| Portugal (AFP)              | 270    |
| South Korea (Gaon)          | 5      |
| Uruguay (Monitor Latino)    | 69     |

| Bảng xếp hạng (2020)  | Vị trí |
| --------------------- | ------ |
| Japan (Japan Hot 100) | 69     |
| South Korea (Gaon)    | 12     |

## Chứng nhận
| Quốc gia | Chứng nhận       | Số đơn vị/doanh số chứng nhận |
| --- | ---------------- | ----------------------------- |
| Úc (ARIA) | Bạch kim         | 70.000‡                       |
| Canada (Music Canada) | Vàng             | 40.000‡                       |
| Colombia (ASINCOL) | Vàng             | 10,000                        |
| México (AMPROFON) | 2× Bạch kim+Vàng | 150.000‡                      |
| Hàn Quốc (KMCA) | Bạch kim         | 2.500.000*                    |
| Anh Quốc (BPI) | Silver           | 200.000‡                      |
| Hoa Kỳ (RIAA) | Bạch kim         | 1.000.000‡                    |
| Lượt phát trực tuyến |                  |                               |
| Nhật Bản (RIAJ) | Vàng             | 50.000.000                    |
| Hàn Quốc (KMCA) | 2× Bạch kim      | 200.000.000                   |
| * Chứng nhận dựa theo doanh số tiêu thụ. · ‡ Chứng nhận dựa theo doanh số tiêu thụ và phát trực tuyến. · Chứng nhận dựa theo doanh số phát trực tuyến. |                  |                               |

## Lịch sử phát hành
| Quốc gia             | Ngày                | Định dạng                              | Hãng đĩa                     | Nguồn               |
| Phiên bản tiếng Hàn  | Phiên bản tiếng Hàn | Phiên bản tiếng Hàn                    | Phiên bản tiếng Hàn          | Phiên bản tiếng Hàn |
| -------------------- | ------------------- | -------------------------------------- | ---------------------------- | ------------------- |
| Toàn cầu             | 12 tháng 4, 2019    | Tải kỹ thuật số phát trực tuyến        | Big Hit Columbia Astralwerks | [ 148 ] [ 149 ]     |
| Hoa Kỳ               | 16 tháng 4, 2019    | Đài phát thanh hit đương đại           | Columbia                     | [ 150 ]             |
| Ý                    | 26 tháng 5, 2019    | Đài phát thanh hit đương đại           | Sony                         | [ 151 ]             |
| Phiên bản tiếng Nhật |                     |                                        |                              |                     |
| Nhật Bản             | 3 tháng 7, 2019     | CD DVD tải kỹ thuật số phát trực tuyến | Universal Music Japan        | [ 152 ]             |